# Сен-Жорж-де-Пуазьё
Сен-Жорж-де-Пуазьё (фр. Saint-Georges-de-Poisieux) — коммуна во Франции, находится в регионе Центр. Департамент — Шер. Входит в состав кантона Сользе-ле-Потье. Округ коммуны — Сент-Аман-Монтрон.
Код INSEE коммуны — 18209.

## География

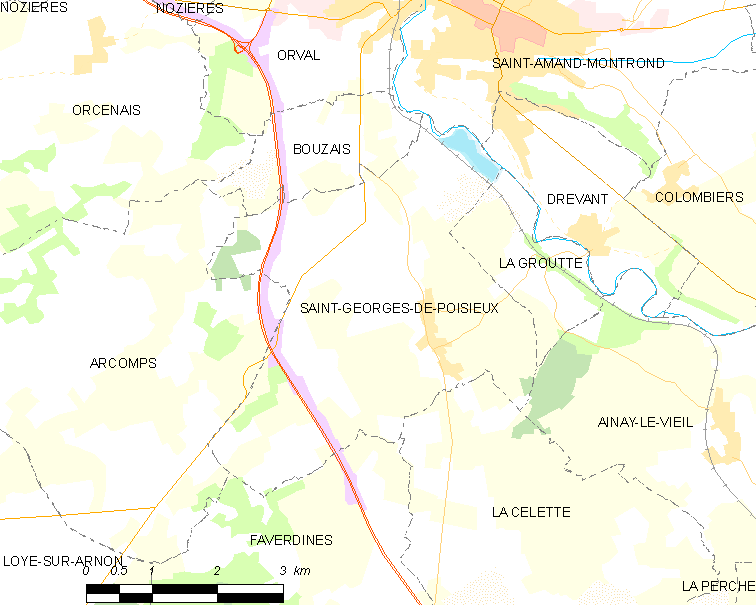
Карта коммуны

Коммуна расположена приблизительно в 250 км к югу от Парижа, в 145 км южнее Орлеана, в 45 км к югу от Буржа.
Вдоль северо-восточной границы коммуны протекает река Шер.

## Население
Население коммуны на 2008 год составляло 395 человек.
| 1962 | 1968 | 1975 | 1982 | 1990 | 1999 | 2008 |
| ---- | ---- | ---- | ---- | ---- | ---- | ---- |
| 275  | 308  | 292  | 302  | 373  | 357  | 395  |

## Экономика
Основу экономики составляет сельское хозяйство.
В 2007 году среди 248 человек в трудоспособном возрасте (15-64 лет) 198 были экономически активными, 50 — неактивными (показатель активности — 79,8 %, в 1999 году было 79,5 %). Из 198 активных работали 186 человек (97 мужчин и 89 женщин), безработных было 12 (4 мужчины и 8 женщин). Среди 50 неактивных 13 человек были учениками или студентами, 20 — пенсионерами, 17 были неактивными по другим причинам.

## Достопримечательности
- Церковь Сен-Поль (XII век). Исторический памятник с 1921 года[3]
- Церковь Сен-Жорж (XII век). Исторический памятник с 1907 года[4]
  - Бронзовый колокол (1514 год). Исторический памятник с 1943 года[5]
  - Потир (1716 год). Высота — 28 см, диаметр — 10 см, серебро, позолота. Исторический памятник с 1976 года[6]
  - Два витража (XIII век). Исторический памятник с 1905 года[7]
- Замок Пуазьё (XIV век). Исторический памятник с 2009 года[8]